# A por Europa
A por Europa (AxEuropa) es un programa de la televisión Española, concretamente de Canal Sur, producido por la productora Medina Media.  

## Contenido
En cada programa un equipo de reporteros visita distintas ciudades europeas, donde se encuentra con varios andaluces. Algunos de ellos llevaran varios años en el destino y describen a los espectadores los pasos a seguir para llegar hasta donde han llegado desde una óptica constructiva y emocionante. Otros son recién llegados o personas que aún luchan por hacerse un hueco en esa ciudad.

## Temporada 1: 2014
| Programa | País                        | Nombre del programa | Fecha de emisión         | Share | Espectadores |
| -------- | --------------------------- | ------------------- | ------------------------ | ----- | ------------ |
| 1x01     | Bandera del Reino Unido     | Londres             | 9 de junio de 2014       |       |              |
| 1x02     | Bandera de Alemania         | Múnich              | 16 de junio de 2014      |       |              |
| 1x03     | Bandera de Francia          | París               | 23 de junio de 2014      |       |              |
| 1x04     | Bandera de Finlandia        | Helsinki            | 30 de junio de 2014      |       |              |
| 1x05     | Bandera de Bélgica          | Bruselas            | 7 de julio de 2014       |       |              |
| 1x06     | Bandera de Dinamarca        | Copenhague          | 14 de julio de 2014      |       |              |
| 1x07     | Bandera de República Checa  | Praga               | 21 de julio de 2014      |       |              |
| 1x08     | Bandera de Italia           | Milán               | 28 de julio de 2014      | 8,2%  | 198.000      |
| 1x09     | Bandera de Luxemburgo       | Luxemburgo          | 4 de agosto de 2014      | 8,2%  | 220.000      |
| 1x10     | Bandera de Alemania         | Berlín              | 11 de agosto de 2014     |       |              |
| 1x11     | Bandera de los Países Bajos | Ámsterdam           | 18 de agosto de 2014     |       |              |
| 1x12     | Bandera de Irlanda          | Dublín              | 25 de agosto de 2014     |       |              |
| 1x13     | Bandera de Suiza            | Zúrich              | 1 de septiembre de 2014  | 6%    | 183.000      |
| 1x14     | Bandera de Austria          | Viena               | 8 de septiembre de 2014  |       |              |
| 1x15     | Bandera del Reino Unido     | Liverpool           | 15 de septiembre de 2014 |       |              |
| 1x16     | Bandera de Italia           | Roma                | 22 de septiembre de 2014 |       |              |
| 1x17     | Bandera de Suecia           | Estocolmo           | 2 de octubre de 2014     |       |              |
| 1x18     | Bandera del Reino Unido     | Edimburgo           | 17 de noviembre de 2014  |       |              |
| 1x19     | Bandera de Polonia          | Varsovia            | 24 de noviembre de 2014  |       |              |
| 1x20     | Bandera de Portugal         | Lisboa              | 1 de diciembre de 2014   |       |              |
| 1x21     | Bandera de Francia          | Lyon                | 8 de diciembre de 2014   |       |              |
| 1x22     | Bandera de Grecia           | Atenas              | 15 de diciembre de 2014  |       |              |
| 1x23     | Bandera de Alemania         | Frankfurt           | 22 de diciembre de 2014  |       |              |
| 1x24     | Bandera de Suiza            | Ginebra             | 29 de diciembre de 2014  |       |              |
| 1x25     | Bandera de los Países Bajos | Róterdam            | 5 de enero de 2015       |       |              |
| 1x26     | Bandera de Noruega          | Oslo                | 12 de enero de 2015      |       |              |